# Roosevelt (Utah)
Roosevelt é uma cidade localizada no estado norte-americano de Utah, no Condado de Duchesne.

## Demografia
Segundo o censo norte-americano de 2000, a sua população era de 4299 habitantes.
Em 2006, foi estimada uma população de 4681, um aumento de 382 (8.9%).

## Geografia
De acordo com o United States Census Bureau tem uma área de
13,6 km², dos quais 13,6 km² cobertos por terra e 0,0 km² cobertos por água.

## Localidades na vizinhança
O diagrama seguinte representa as localidades num raio de 70 km ao redor de Roosevelt.